# Erik Algot Fredriksson
Erik Algot Fredriksson (Svédország, Södermanland tartomány, Katrineholm, 1885. június 13. – Svédország, Stockholm, 1930. május 14.) olimpiai bajnok svéd kötélhúzó.
Az 1912. évi nyári olimpiai játékokon indult kötélhúzásban svéd színekben. A Stockholmi Rendőrség csapatában volt tag. Rajtuk kivül csak a brit csapat, a Londoni Rendőrség indult, így csak egy mérkőzés volt, amit ők nyertek.